# Sergei Nikolajewitsch Blaschko

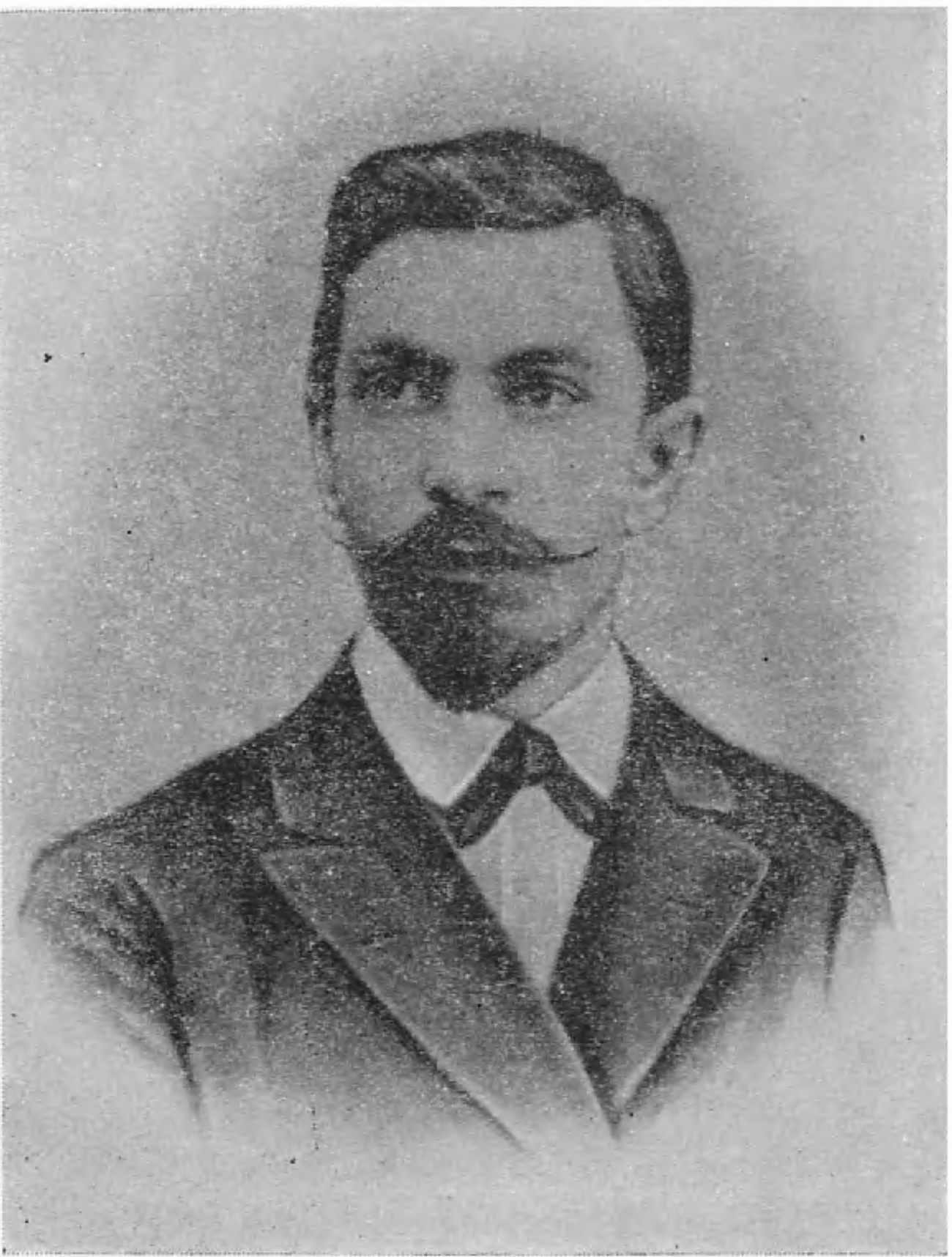
Sergei Nikolajewitsch Blaschko

Sergei Nikolajewitsch Blaschko (russisch Сергей Николаевич Блажко, in englischer Transliteration Sergey Nikolayevich Blazhko; * 5. Novemberjul. / 17. November 1870greg. in Chotimsk; † 11. Februar 1956 in Moskau) war ein russisch-sowjetischer Astronom. Eine weitere Schreibweise seines Namens ist Blažko.

## Leben
Sergei Nikolajewitsch Blaschko wurde am 17. November 1870 als Sohn eines Kaufmanns im  Chotimsk, im äußersten Osten des heutigen Belarus, geboren. Nach seiner Schulzeit studierte er von 1888 bis 1892 an der Fakultät für Physik und Mathematik der Moskauer Universität. Sein weiteres Leben war eng mit der Universitätssternwarte verbunden, 1894 trat er dort eine Assistentenstelle an, 1915 wurde er zum astronomischen Beobachter befördert, von 1918 bis 1920 war er stellvertretender Direktor und dann bis 1931 als Nachfolger von Pawel Karlowitsch Sternberg Direktor der Sternwarte. Seine Lehrtätigkeit begann er 1896 mit der Durchführung von Übungen zur praktischen Astronomie an der Moskauer Universität. Von 1900 bis 1918 hielt er Astronomiekurse an der höheren Frauenschule in Moskau, von 1909 bis 1919 unterrichtete er auch an der Schanjawski-Volksuniversität, von 1910 bis 1918 war er Privatdozent und anschließend Professor an der Moskauer Universität, wo er von 1931 bis 1937 die Abteilung für Astronomie und anschließend bis 1953 für Astrometrie leitete.
Blaschkos wissenschaftliches Interesse galt den veränderlichen Sternen.
Ab 1895 unternahm er systematische fotografische Untersuchungen. Daraus ging seine Dissertation „Über Sterne vom Algoltyp“ hervor, mit der er 1913 promoviert wurde.
Bei seinen Forschungen zu veränderlichen Sternen entdeckte er den heute sogenannten „Blazhko-Effekt“, eine periodische Überlagerung der Amplituden und/oder Phasen von RR-Lyrae-Sternen.
Darüber publizierte er auch auf Deutsch in den Astronomischen Nachrichten.
Blaschko forschte auch über die Rotationsdauer der Sonne mittels fotografischer Methoden und 1904 und 1907 gelangen ihm als einem der ersten spektrographische Aufnahmen von Meteoren. Ferner entwickelte er eine fotografische Methode zum Auffinden neuer Asteroiden.
Blaschko war seit 1917 mit der Lehrerin Maria Iwanowna Uschina verheiratet. Sergei Nikolajewitsch Blaschko starb am 11. Februar 1956 und wurde auf dem Wagankowoer Friedhof beigesetzt.

## Bücher
Sergei Blaschko ist der Verfasser folgender Monographien:
- С. Н. Блажко: Коперник (Kopernikus). Hrsg.: Гос. изд-во. Moskau, Leningrad 1926 (russisch).
- С. Н. Блажко: Астрономия в военном деле (Astronomie in der Militärwissenschaft). Moskau 1934 (russisch).
- С. Н. Блажко: Курс практической астрономии (Kurs praktischer Astronomie). Moskau 1937 (russisch).
- С. Н. Блажко: История астрономической обсерватории Московского университета в связи с преподаванием астрономии (Geschichte des Astronomischen Observatoriums der Moskauer Universität im Zusammenhang mit der Lehre der Astronomie). Moskau 1941 (russisch).
- С. Н. Блажко: Курс общей астрономии (Kurs allgemeiner Astronomie). Hrsg.: Гостехиздат. Moskau 1947 (russisch).
- С. Н. Блажко: Курс сферической астрономии (Kurs über sphärische Astronomie). Hrsg.: Изд-во технико-теоретической литературы. Moskau, Leningrad 1948 (russisch).

## Ehrungen
- Blaschko wurde 1929 zum korrespondierenden Mitglied der Akademie der Wissenschaften der UdSSR gewählt.[3]
- 1934 wurde Blaschko zum „verdienten Naturwissenschaftler der RSFSR“ ernannt.[3]
- Der 1935 entdeckte Asteroid (2445) Blazhko ist nach Sergei Blaschko benannt.[10]
- Blaschko war auch Mitglied der deutschen Astronomischen Gesellschaft, kündigte diese aber 1938 aus Protest gegen die Pogrome der Nazis gegen die jüdische Zivilbevölkerung auf.[3]
- 1944 wurde er Ehrenmitglied der Moskauer Gesellschaft der Naturforscher.[3]
- Blaschko erhielt zweimal den Orden des Roten Banners der Arbeit, 1940 und 1945.[3]
- 1952 wurde Blaschko für seine Lehrbücher „Kurs praktischer Astronomie“ und „Kurs über sphärische Astronomie“ mit dem Stalinpreis zweiter Stufe und einem Preisgeld von 50.000 Rubel ausgezeichnet.[3]
- Blaschko erhielt zweimal den Leninorden, 1944 und 1953.[3]
- 1946 erhielt Sergei Blaschko die Medaille „Für heldenmütige Arbeit im Großen Vaterländischen Krieg 1941–1945“.[3]
- Im Jahre 1970 benannte die Internationale Astronomische Union den Mondkrater Blazhko offiziell nach Sergei Blaschko.[11]